# ناحیه خان‌قالاس
ناحیه خان‌قالاس (به لاتین: Khangalassky District) یک منطقهٔ مسکونی در روسیه است که در یاقوتستان واقع شده‌است.